# 微かな密かな確かなミライ
「微かな密かな確かなミライ」（かすかなひそかなたしかなミライ）は、スフィアの楽曲。古屋真が作詞、森谷康昭が作曲を手掛けた。スフィアの15枚目のシングルとして2014年5月14日にGloryHeavenから発売された。タイトルはメンバー内での呼称時「微かな」と「密かな」が紛らわしいため「かひた」と略しているという。

## 音楽性
本曲は、テレビアニメ『龍ヶ嬢七々々の埋蔵金』のエンディングテーマに起用された。切なさを感じさせるかっこいい曲で、戸松遥は本作を「具体的な目標に向かって進んでいく歌」と述べている。歌詞には「推定100時間の涙」のようにややファンタジー的なフレーズが盛り込まれている。ちなみに豊崎愛生は他のメンバーよりもウィスパーを多く録ったという。なおデモを聴いた時今まで以上に音の幅が広かっため、メンバー全員が歌う様子を期待したという。メロディはAメロは高垣彩陽曰く「足が地に着く」ような感じで、Dメロでは各メンバーがワンフレーズずつ歌っている。
PVは、別の場所にいるメンバー同士が最終的に合流する大人っぽい内容になっているが、ちなみにメンバー内では寿が一番早く集合場所に辿り着いたという。

## シングルリリース
2014年5月14日にGloryHeavenから発売された。スフィアのシングルとしては前作「Eternal Tours」から約3か月ぶりのリリースとなる。
販売形態は初回限定盤（LASM-34168/9）・通常盤（LASM-4168）・期間限定盤（LASM-34170）の3種リリースで、初回限定盤には本曲のPVを収録したDVDが同梱されている。ジャケットは、グループ初となる漢字を含む楽曲のため、ソロカットの撮影時に立体文字でタイトルや各メンバーの名前を表現したという。なお撮影時はカメラマンが各メンバーの名前を象った文字を呼ぶため、メンバーがあたかも小道具のように扱われたという。なお期間限定盤のジャケットには、同アニメのヒロインである龍ヶ嬢七々々が描かれている。
2曲目「synchronicity」は、言葉の掛け合いや体全体でのリズムを大事にしたシャッフル調の曲で、ライブでの盛り上がりも意識したという。
スフィア単体としてランティスが制作に関わっていないアニプレックス作品に楽曲が起用されるのは本作品が初めてとなった。この作品を皮切りに、17thシングル「vivid brilliant door!」、コンピレーション作品の「一分一秒君と僕の」（HoneyWorks meets スフィア名義、ミュージックレイン発売）などのアニプレックス単体作品に起用されることが多くなった。

## シングル収録内容
| 全作詞: 古屋真。 |                                           |           |                    |          |      |
| #                | タイトル                                  | 作詞      | 作曲               | 編曲     | 時間 |
| 1.               | 「微かな密かな確かなミライ」              | 古屋真    | 森谷康昭           | 黒須克彦 | 4:33 |
| 2.               | 「synchronicity」                         | 古屋真    | 遠山大介、松村PONY | 古川貴浩 | 4:00 |
| 3.               | 「微かな密かな確かなミライ（Off Vocal）」 | 古屋真    |                    |          | 4:33 |
| 4.               | 「synchronicity（Off Vocal）」            | 古屋真    |                    |          | 3:59 |
| 合計時間:        | 合計時間:                                 | 合計時間: | 合計時間:          | 17:05    |      |

| #  | タイトル                                       | 作詞 | 作曲・編曲 |
| -- | ---------------------------------------------- | ---- | ---------- |
| 1. | 「微かな密かな確かなミライ」(Music Video Clip) |      |            |

## チャート
| チャート（2014年）                         | 最高位 |
| ------------------------------------------ | ------ |
| オリコン                                   | 15     |
| Billboard Japan Hot 100                    | 49     |
| Billboard Japan Hot Animation              | 12     |
| Billboard Japan Hot Singles Sales          | 12     |
| サウンドスキャンジャパン（初回生産限定盤） | 16     |